# David Almond
David Almond (Felling, bij Newcastle, 15 mei 1951) is een Brits kinderboekenschrijver. Hij heeft meerdere boeken en romans geschreven, die elk goed werden ontvangen door critici.
Almond studeerde aan de University of East Anglia. Zijn werken zijn doorgaans filosofisch van aard, en derhalve te lezen door zowel kinderen als volwassenen. Een terugkerend thema in zijn werken is de relatie tussen twee tegenpolen, zoals leven en dood en realiteit en fictie.
In 2000 ontving hij de Zilveren Griffel voor het boek De schaduw van Skellig. Zijn boeken De wildernis, Het zwarte slik en De vuurvreter zijn beloond met een Zilveren Zoen. In 2010 ontving hij de prestigieuze Hans Christian Andersenprijs, een oeuvreprijs voor kinderboekenschrijvers, soms wel de Nobelprijs voor jeugdliteratuur genoemd.